# Лаошань (район)
Лаоша́нь (кит. упр. 崂山, пиньинь Láoshān) — район городского подчинения города субпровинциального значения Циндао провинции Шаньдун (КНР). Название района происходит от расположенной на его территории горы Лаошань.

## История
При империи Восточная Хань в этих местах был образован уезд Буци (不其县). При империи Северная Ци в 556 году он был присоединён к уезду Чангуан (长广县). При империи Суй в 596 году эти земли перешли в состав уезда Цзимо (即墨县).
В конце XIX века эти места были захвачены Германией, создавшей концессию «Цзяо-Чжоу». В 1922 году эти земли были возвращены Китаю.
В 1949 году был образован Особый район Лаошань (崂山特区), вошедший в состав Специального района Наньхай (南海专区). В 1950 году Специальный район Наньхай был расформирован, и Особый район Лаошань вошёл в состав Специального района Цзяочжоу (胶州专区). В 1951 году эти земли перешли под юрисдикцию Циндао, и в 1953 году на них был образован Лаошаньский пригородный район (崂山郊区). В 1961 году Лаошаньский пригородный район был преобразован в уезд Лаошань (崂山县). В ноябре 1988 года уезд Лаошань был преобразован в район Лаошань городского подчинения.

## Административное деление
Район делится на 5 уличных комитетов.